# Masia Vilamarí
Vilamarí és una masia del municipi d'Avià inclosa en l'Inventari del Patrimoni Arquitectònic de Catalunya.

## Descripció
És una masia d'època medieval orientada a migdia que s'alça sobre la roca viva. És de planta rectangular, de tres crugies coberta a dues aigües amb teula àrab. El parament majoritàriament és a base de carreus de pedra irregular sense treballar units amb molt de morter. Alguns carreus, però, sí que estan ben escairats; estan ubicats als marcs de les obertures, cantonades i altres llocs destacats. El cos principal està estructurat en planta baixa, primer pis i golfes. Les obertures estan disposades de forma desordenada, n'hi ha algunes de molt petites dimensions, allindanades i d'altres que són grans arcades, possiblement són fruit d'un moment constructiu divers. L'entrada és al centre i es tracta d'un arc deprimit còncau, molt similar al balcó que té just a sobre. També al primer pis, més a la dreta hi ha un arc de mig punt amb un pilar al centre parcialment cegat, ja que es tapià en algun moment per fer-hi dues finestres de menors dimensions. Destaquem una de les obertures, un portal d'arc de mig punt adovellat sobre muntants amb carreus ben treballats. Algunes de les finestres tenen ampits. A les golfes hi ha un gran assecador. L'entrada principal és a la zona del darrere, pujant unes escales que donen directament a la sala. Dins de la casa hi havia un petit altar dedicat a sant Isidre, un forn de pa o una tina per al vi. També hi ha algunes portes amb decoracions gravades, conservades en força mal estat. Al terrat de dalt també podíem trobar-hi una cisterna. Aquest cos principal en té d'altres d'annexos als costats, part del darrere, etc. de característiques constructives força semblants.

## Història
La casa perd les notícies dels seus orígens en la llunyania de l'època medieval. Al s. XVIII s'hi feren importants modificacions que li donaren l'actual fesomia, com demostraren les dates escampades en diverses llindes (1732, 1768). Té cinc masoveries, entre elles, la Barraca, la Serra de Vilamarí o Casanova de Vilamarí.